# Malmö Arena
Malmö Arena é um pavilhão polidesportivo no bairro de Hyllie, na cidade de Malmö, Suécia.
Tem uma área total de 60 000 m² e uma altura de 22,5 m. Tem capacidade para receber 12 600 pessoas em eventos desportivos e 15 500 em eventos artísticos.
Está vocacionada para acolher atividades e competições desportivas, espetáculos artísticos e culturais, congressos e outros eventos.

Foram realizados nas suas instalações eventos como o Festival Eurovisão da Canção (1992 e 2013), o Festival da Canção da Suécia (Melodifestivalen; 2009-2013), o Idol 2010, o Campeonato Mundial de Handebol Masculino de 2011 e a Semana de Radiologia (Röntgenveckan; 2007).
A arena também é muito usada para concertos, tendo recebido artistas e bandas como Bob Dylan, Ulf Lundell, Britney Spears, Cliff Richard, Ladies Night 2009, Tom Jones, Rammstein, In Flames, Judas Priest, Lady GaGa, Mark Knopfler, Muse, entre outras. 

Malmö Arena
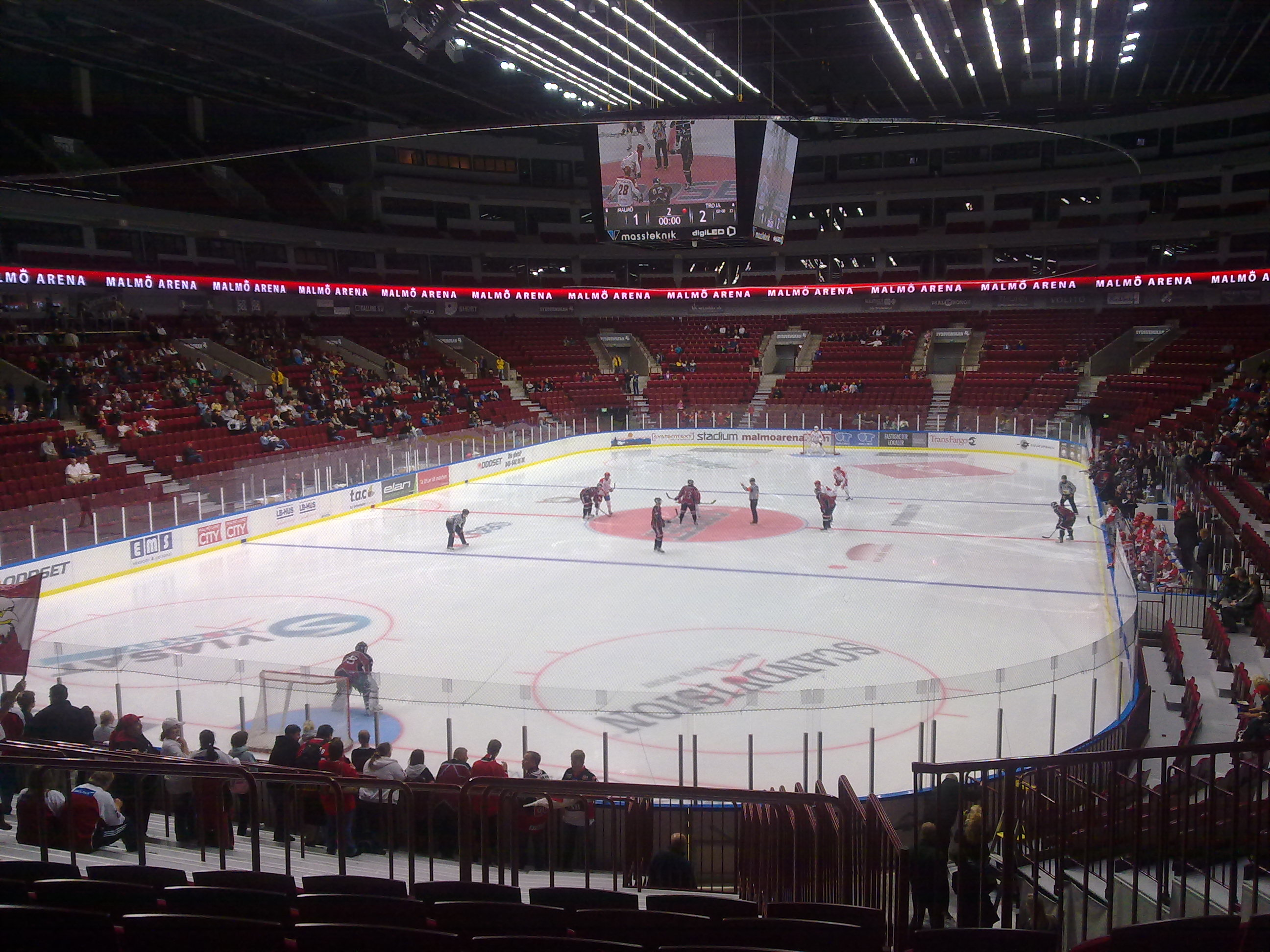
Hóquei no gelo
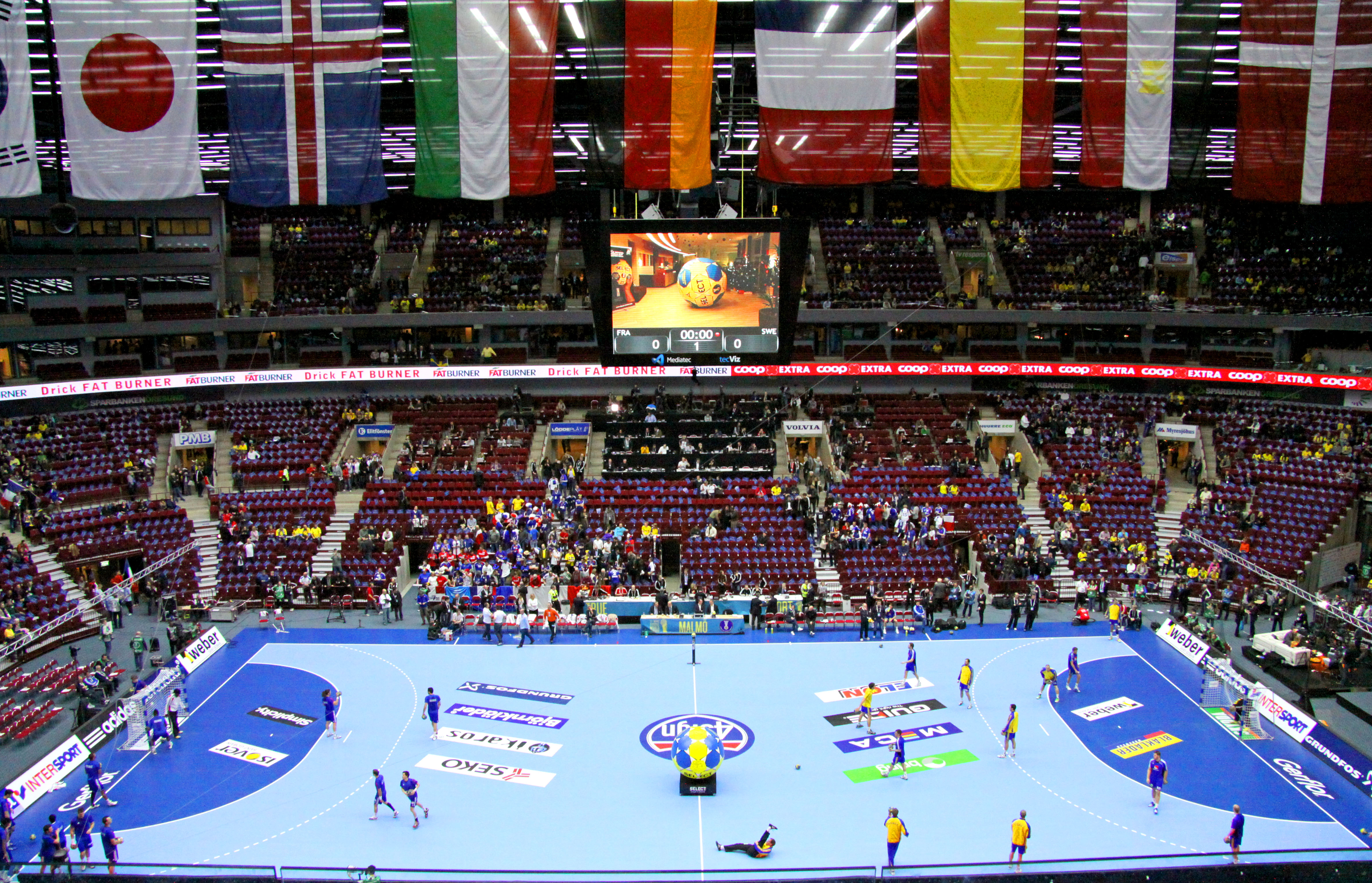
Andebol
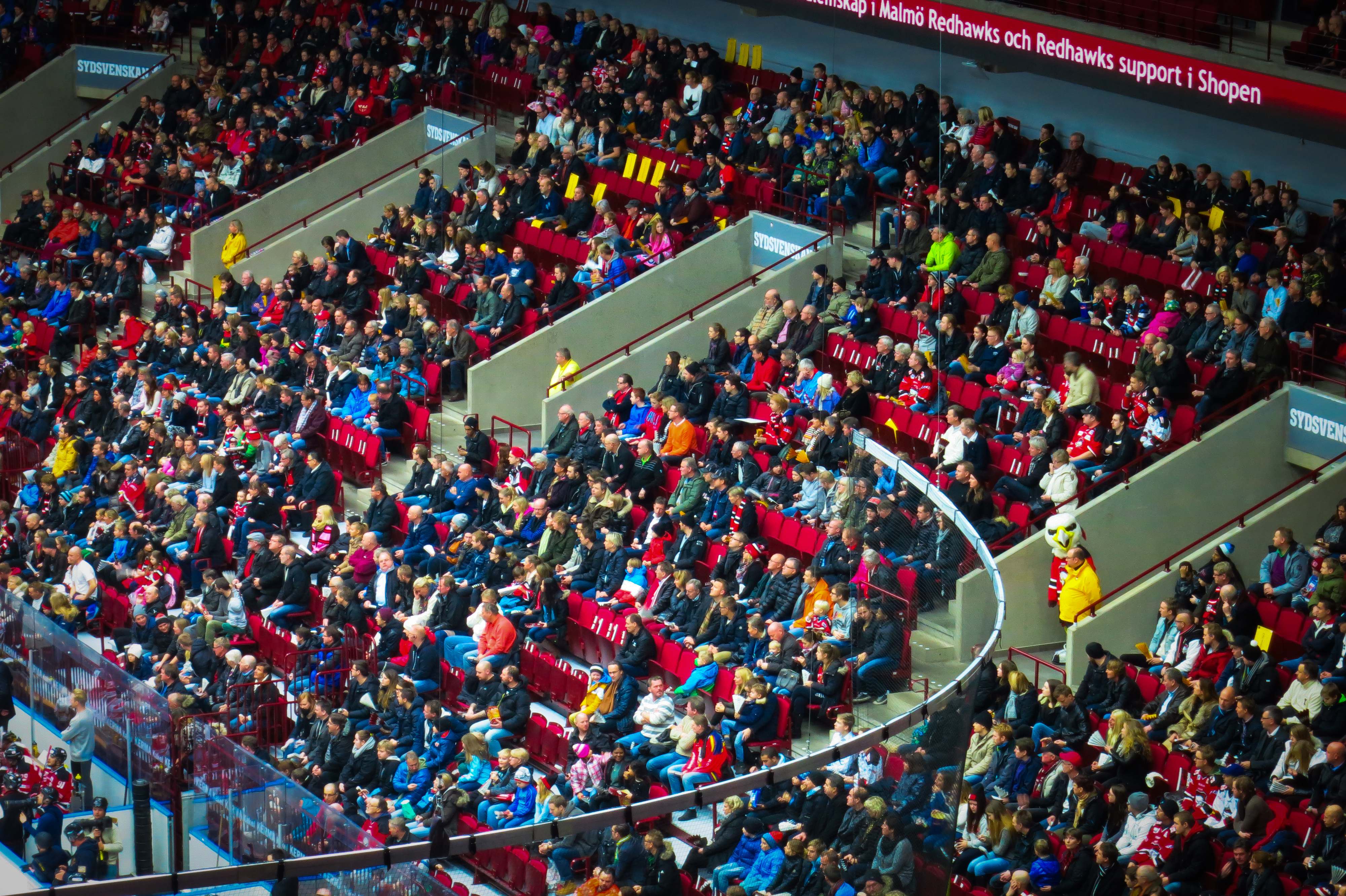
O público
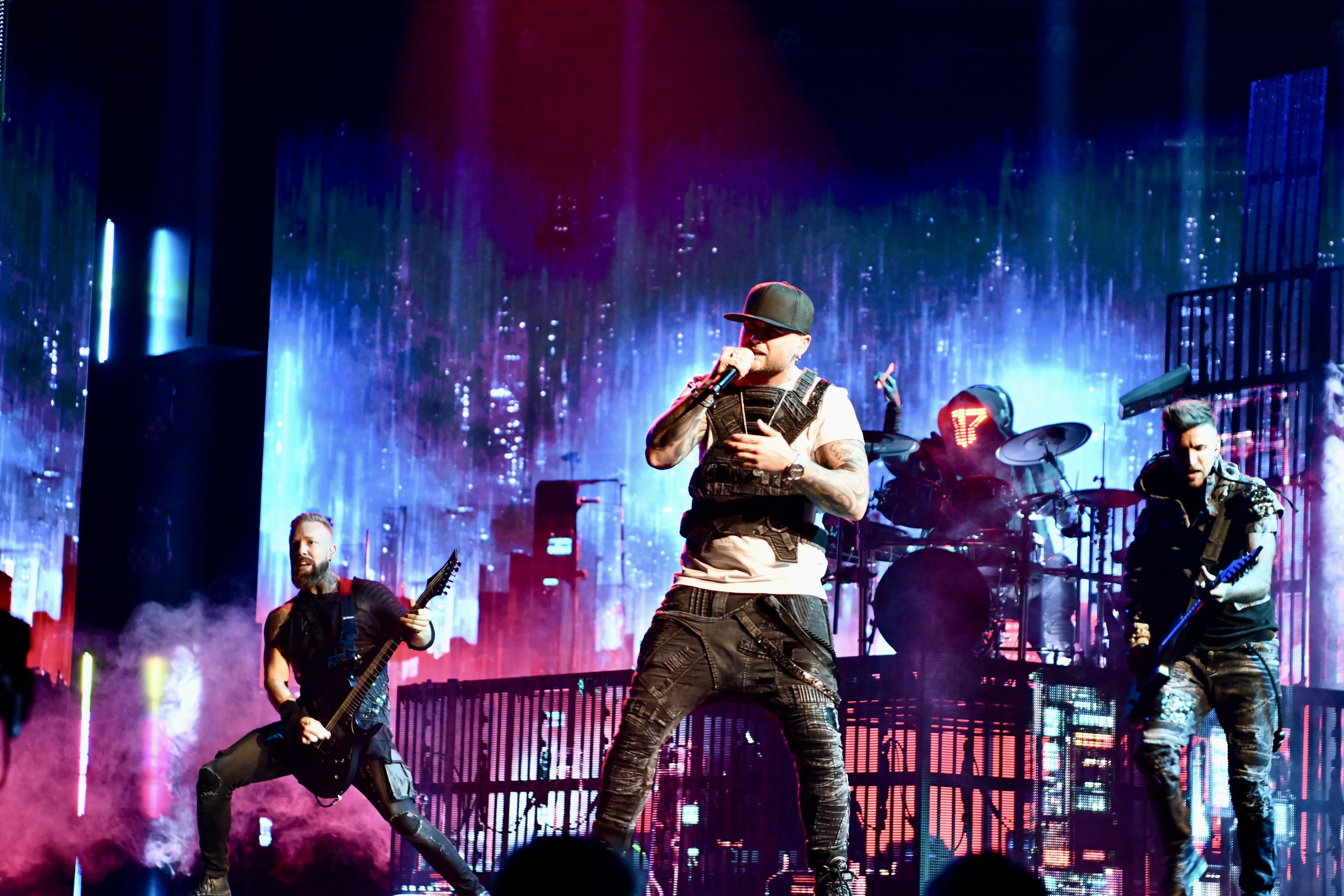
Festival da canção da Suécia em 2023
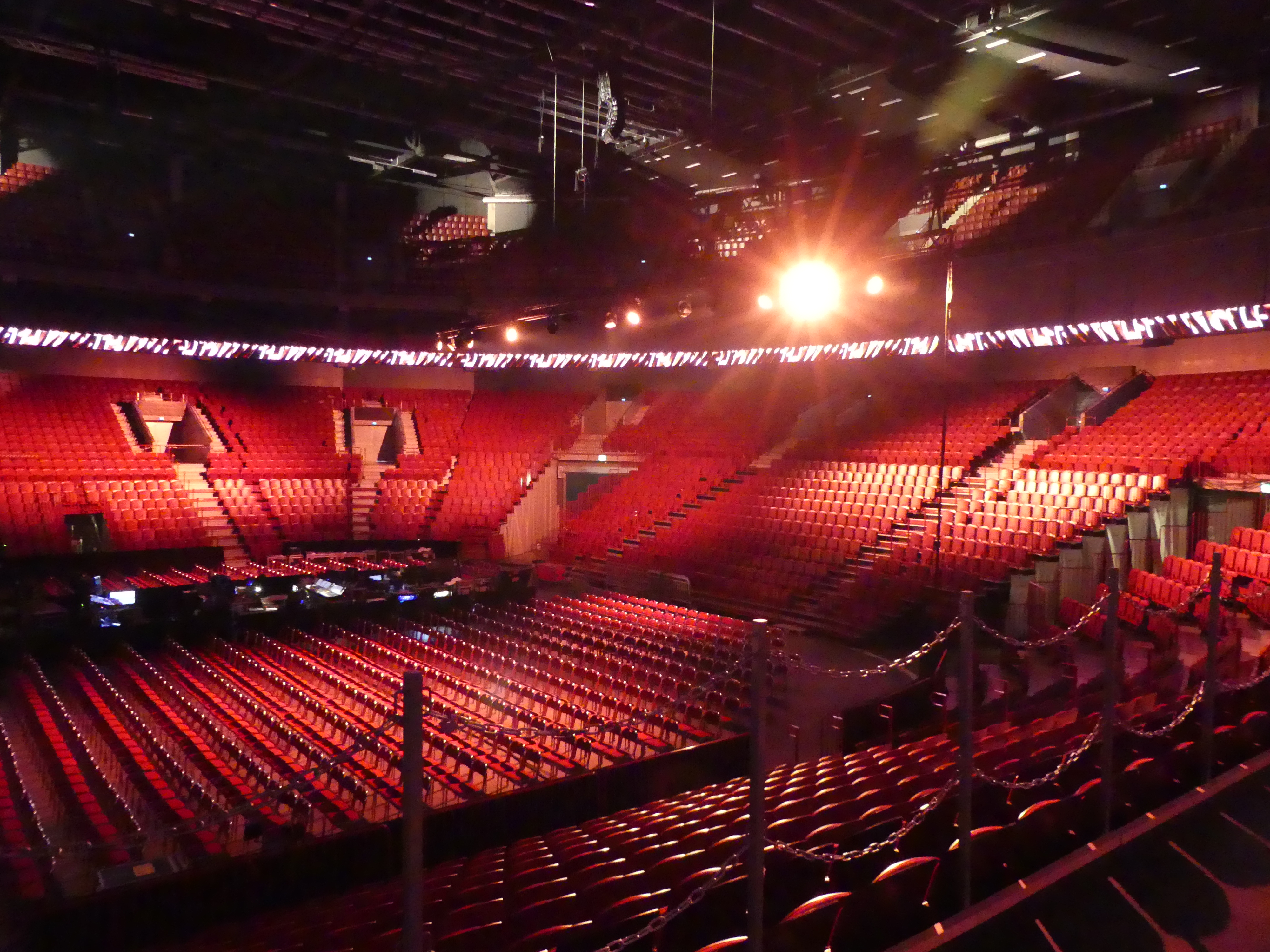
Festival da canção da Suécia em 2019
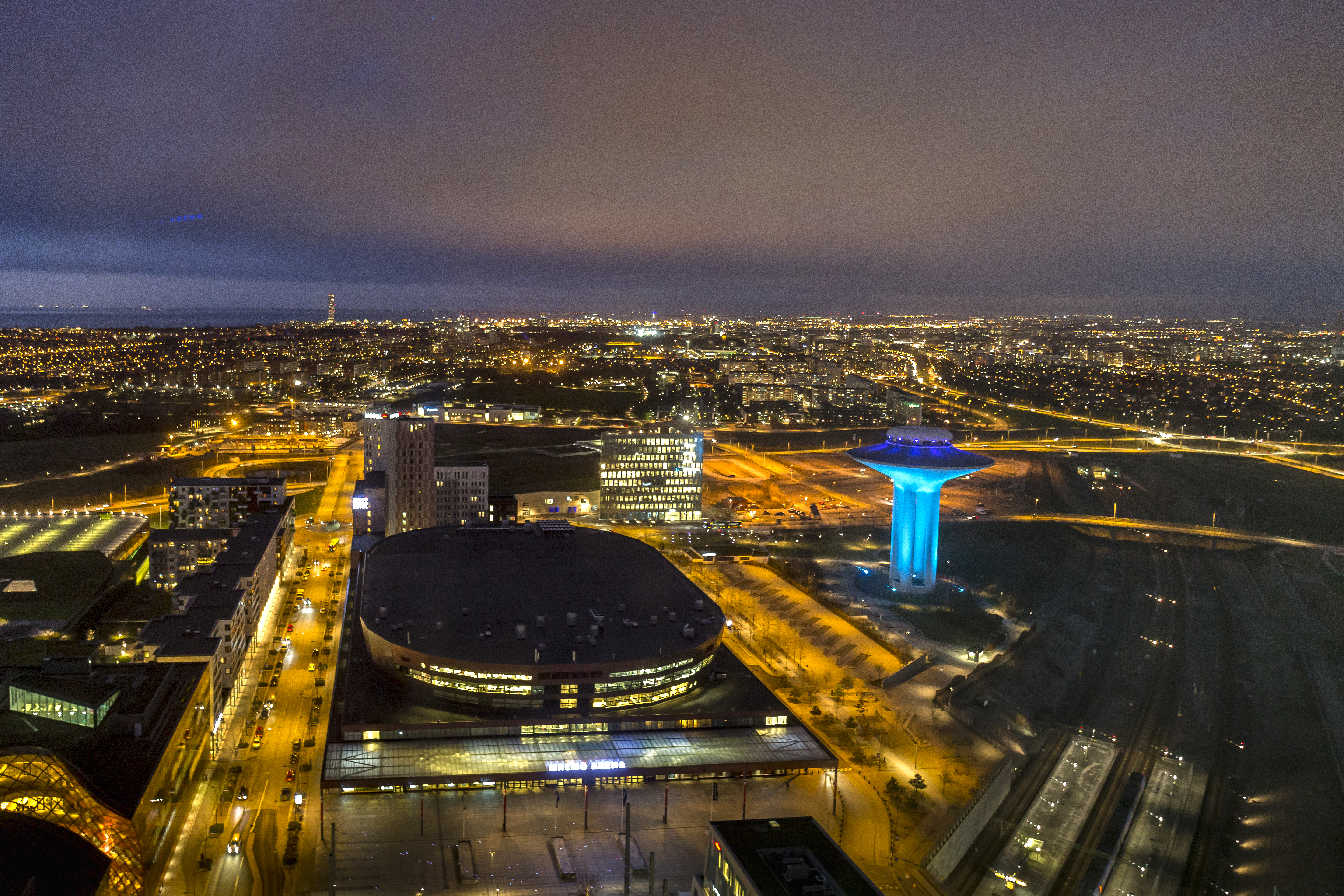
A Malmö Arena à noite

## Ligações externa
- Site oficial